# استان سا کایو

نقشهٔ تایلند و جایگاه استان ساکایو.

استان ساکایو  یا ساکائه او یکی از استانهای کشور تایلند است. مساحت آن 7195 کیلومترمربع می‌باشد. جمعیت این استان در سال ۲۰۰۰ بالغ بر ۴۸۵۰۰۰ نفر برآورد شده است .
استان ساکایو از نظر تقسیمات کشوری بخشی از ناحیه شرق تایلند به حساب می آید. مرکز این استان شهر ساکائه او است.